# Ferketinec
Ferketinec – wieś w Chorwacji, w żupanii medzimurskiej, w gminie Podturen. W 2011 roku liczyła 208 mieszkańców.